# Versetzen (Kürschnerei)

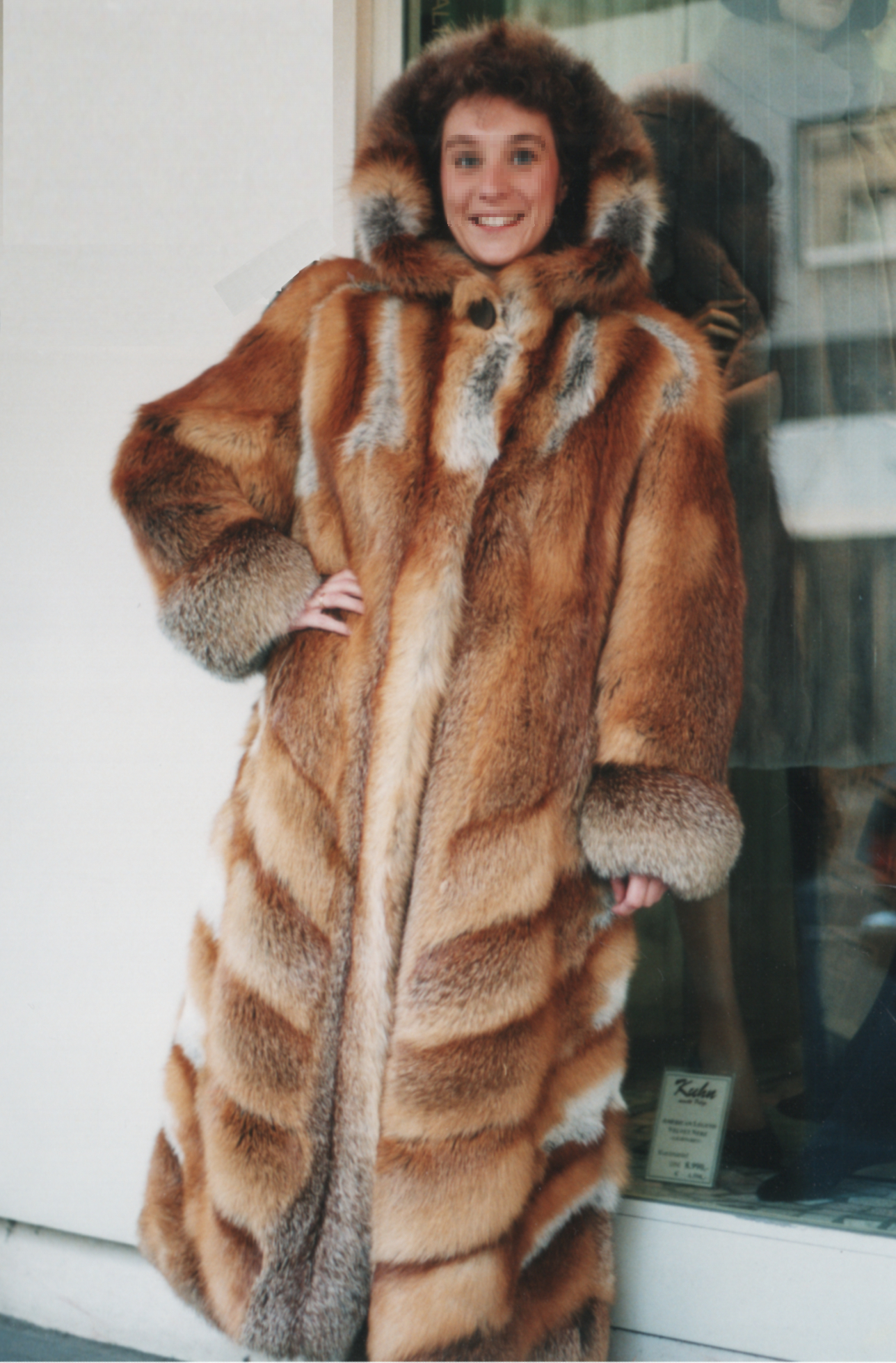
Ungleicher Anfall von Rotfuchsfellen eines Jägers, durch Versetzen zu einem gleichmäßigen Mantel gearbeitet (1999)

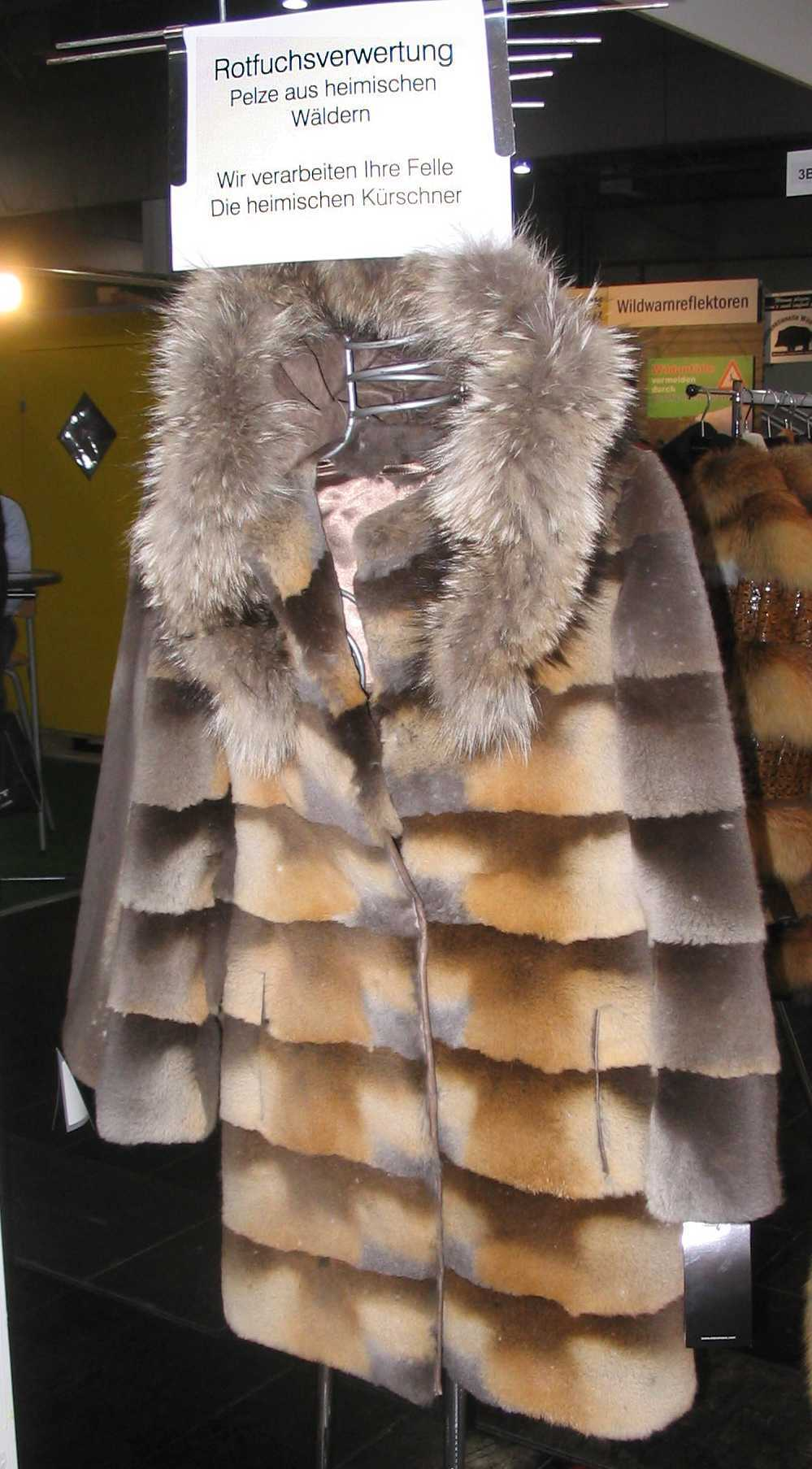
Jacke aus geschorenen Rotfuchsfellen, quer verarbeitet und spiegelgleich versetzt (2013)

Das Versetzen, Spiegelgleich-Versetzen oder Längsversetzen ist eine Arbeitstechnik der Kürschnerei, laut einem österreichischen Fachbuch von 1951 auch als Umschneiden oder Verschneiden bezeichnet. Hierbei werden bei der Verarbeitung zu Pelzbekleidung oder Pelzdecken Felle so gesetzt, dass ein etwa spiegelgleicher Pelz entsteht, so das beispielsweise bei einem Pelzmantel die linke Mantelhälfte der rechten gleicht.
Im weiteren Sinn umfasst das Versetzen auch das Querversetzen. Durch Teilungsschnitte werden Flächendifferenzen zwischen zwei oder mehr Fellen ausgeglichen und den Bedingungen des Schnittmusters angepasst.

## Spiegelgleich-Versetzen
In der klassischen, konservativen Kürschnerei ist der Handwerker in der Regel bestrebt, ein möglichst harmonisches Pelzteil herzustellen. In der Natur  gleichen sich keine zwei Felle, die Hälften eines Felles, von Kopf nach dem Schwanz zu gespalten, erscheinen dem menschlichen Auge jedoch fast immer als gespiegelt gleich. Bei Pelzbekleidungsstücken handelt es sich immer um zweiseitige Gegenstände, die, von wenigen modisch gewünschten asymmetrischen Modellen, auf beiden Hälften gleich aussehen sollen. Werden die Längshälften der Felle jeweils auf beide Teile des Kleidungsstückes spiegelgleich aufgeteilt (Über- und Untertritt, linker und rechter Mantelrücken, linker und rechter Ärmel, linker und rechter Kragen), wird eine größtmögliche Spiegelgleichheit erzielt. Gleichzeitig führt das Versetzen zu einer doppelt feineren Abstufung zwischen den halbierten Fellbahnen, es mindert die Nuancensprünge.  Wurden mehrere Felle zu einem Streifen eingeschnitten, werden die dabei entstehenden Quernähte durch das Halbieren beim Versetzen weniger auffällig. 1931 schrieben die Kürschner Malm und Dietzsch: „Ein edler Lammfellmantel, Persianer, Breitschwanz usw., muss unbedingt auf Spiegelbild gearbeitet werden, d. H. Schattierungen und Lockenbildungen müssen sich jeweils von der Rückenmitte nach links und rechts wiederholen. Nur dadurch wird eine erforderliche Gleichmäßigkeit gewährleistet.“
Die Felle gelangen in der Detailkürschnerei in der Regel in sogenannten Kürschnersortimenten zur Verarbeitung. Erhält der Verarbeiter ganze Fellpartien, wird er die Felle ebenfalls in eine für die jeweils pro Teil benötigte Stückzahl vorsortieren. Je größer die zur Verfügung stehende Fellanzahl ist, desto „sauberer“ kann sortiert werden. Bei Fellen aus der Zucht, beispielsweise beim Nerzfell, sind die Felle so ähnlich, dass ein Versetzen meist nicht nötig ist. Insbesondere bei aus der Natur entnommenen Fellen sind die Sortimente derart „bunt“, dass ein Versetzen angebracht sein könnte. Fast immer wurden zeitweilig Karakulfelle (Persianer) versetzt, die von Fell zu Fell eine recht unterschiedlich Locken- oder Moirézeichnung aufweisen können. Vom Grundsatz her befindet sich immer ein Fellstreifen mit dem Grotzen in der Rückenmitte. Gelegentlich werden bei der Verarbeitung gefärbter Karakulfelle beim Versetzen ein oder mehrere der Fellstreifen Fellmitte Grotzen an Seite genäht, um eine flächigere, weniger streifige Wirkung zu erzielen, ebenso bei einer geraden Streifenzahl, damit ein (nicht versetzter) Fellstreifen die Rückenmitte bildet und die Vorderkanten jeweils mit einer (oft versetzten) Fellbahn abschließen.
Die Spiegelgleichheit innerhalb von Arbeitsstücken, die eine oder mehrere deutliche Mittellinien aufweisen, wie Rücken-, Oberarm-, vordere Mitte, soll sich auf die Haarlänge, die Farbe und die Fellzeichnung erstrecken. Sie kann weitgehend durch entsprechendes Sortieren erreicht werden. Das Zusammenfügen der Felle geschieht mit der Pelznähmaschine. In der Praxis wird immer zu prüfen sein, ob die erzielte Verbesserung den Arbeitsaufwand rechtfertigt. 1956, eine Zeit in Europa deutlich geringerer Arbeitslöhne, hieß es: „Aber die Praxis beweist es immer wieder, dass schon in Bezug auf Farbreinheit oft derartige Unterschiede in den Sortimenten vorhanden sind, dass, wenn nicht alle, so doch ein Teil der Felle eine Aufgliederung erfahren müssen“. Mit völlig unpassenden Fellen ist jedoch kein befriedigendes Ergebnis zu erzielen.

### Arbeitstechnik
Die nebeneinander sortierten Felle werden längs in der Fellmitte gespalten, die Hälften jeweils zur rechten und linken Schnittmusterhälfte gelegt, jeweils mit dem angrenzenden Fell, Grotzen an Grotzen, Seite an Seite. Selbst große Unterschiede können auf diese Weise für den Betrachter unmerkbar abgestuft werden. Haarlängenunterschiede können hierbei jedoch nur gering ausgeglichen werden. Da die Haarlängen im Grotzen häufig weniger stark sind, kann hier eventuell ein In-sich-Versetzen helfen. Geringe Haarlängenunterschiede können eventuell durch ein „Auftreten“ kaschiert werden, eine Nähtechnik bei der das flachere Fell so weit über das langhaarigere geschoben wird, bis sich die Spitzen des Unterhaars in gleicher Höhe befinden.
Gelockte oder moirierte Lammfelle werden beim Versetzen in der Regel nicht in geraden Nähten, sondern in für das menschliche Auge weniger wahrnehmbaren Wellen- oder Zackennähten zusammengefügt. Während für die Seitennähte häufig unsymmetrische Zacken- oder Wellennähte bevorzugt werden, kommen im Grotzen üblicherweise einfache, symmetrische Zacken- oder Wellenmuster zur Anwendung.
Das Versetzen kann Fell für Fell erfolgen, oder zwischen aus mehreren Fellen bestehenden Streifen in Jacken- oder Mantellänge. Bei auf eine bestimmte Länge ausgelassenen Streifen geschieht dies mit dem ansonsten fertig genähten Auslassstreifen. Bei kleineren Pelzteilen, Kragen, Revers und anderen, besteht das Versetzen eventuell nur darin, dass jeweils ein halbes Fell für jede Seite verarbeitet wird, bei Kragen jeweils im Kopf oder Pumpf in einer geraden Naht zusammengefügt. Auch bei einer zwei- oder mehrfelligen Stola ist ein Versetzen möglich, um ein spiegelgleiches Aussehen zu erzielen.

Skizzen, jeweils halbe Pelzteile
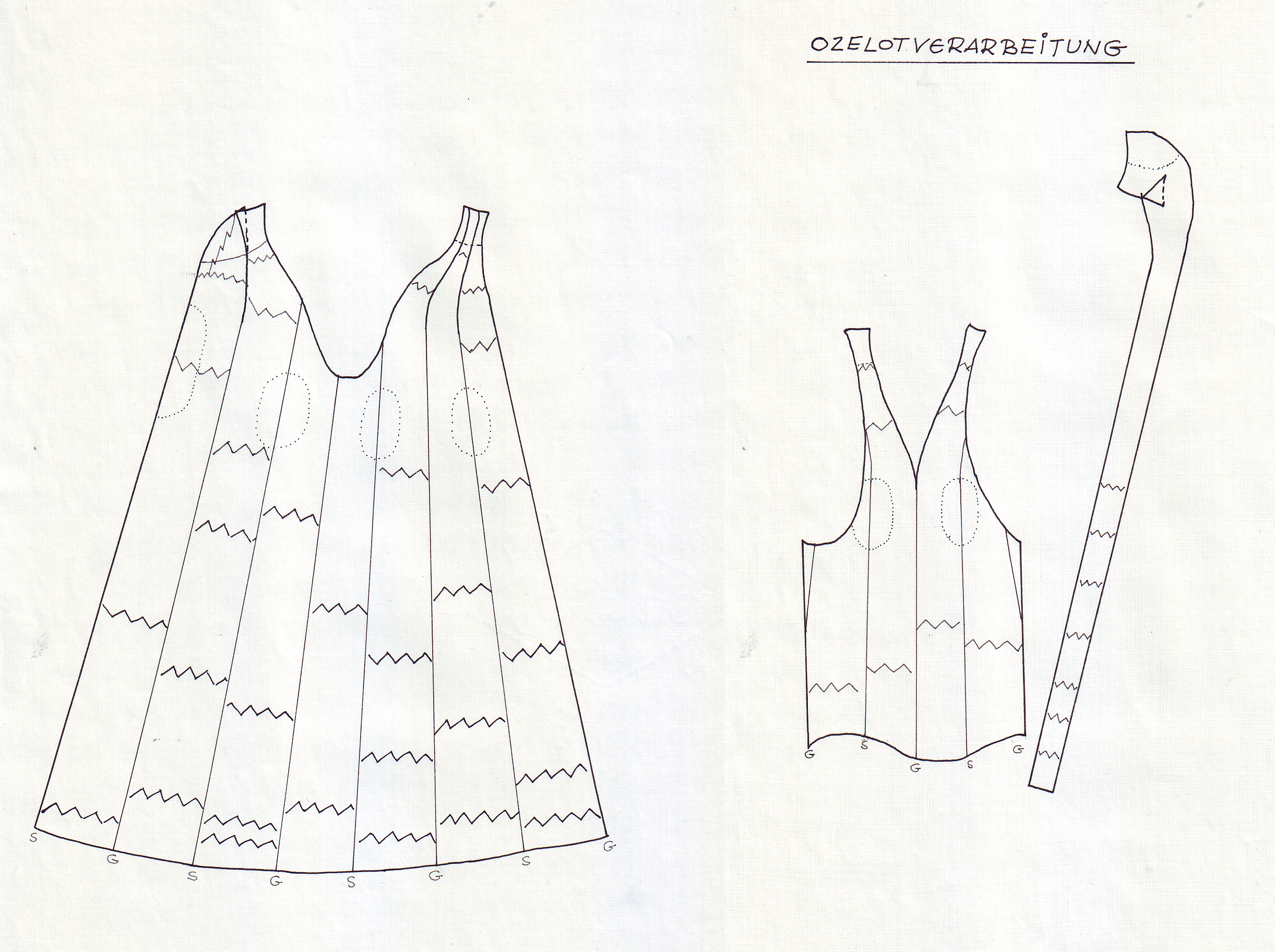
Versetzen bei einem Ozelotmantel (1963)
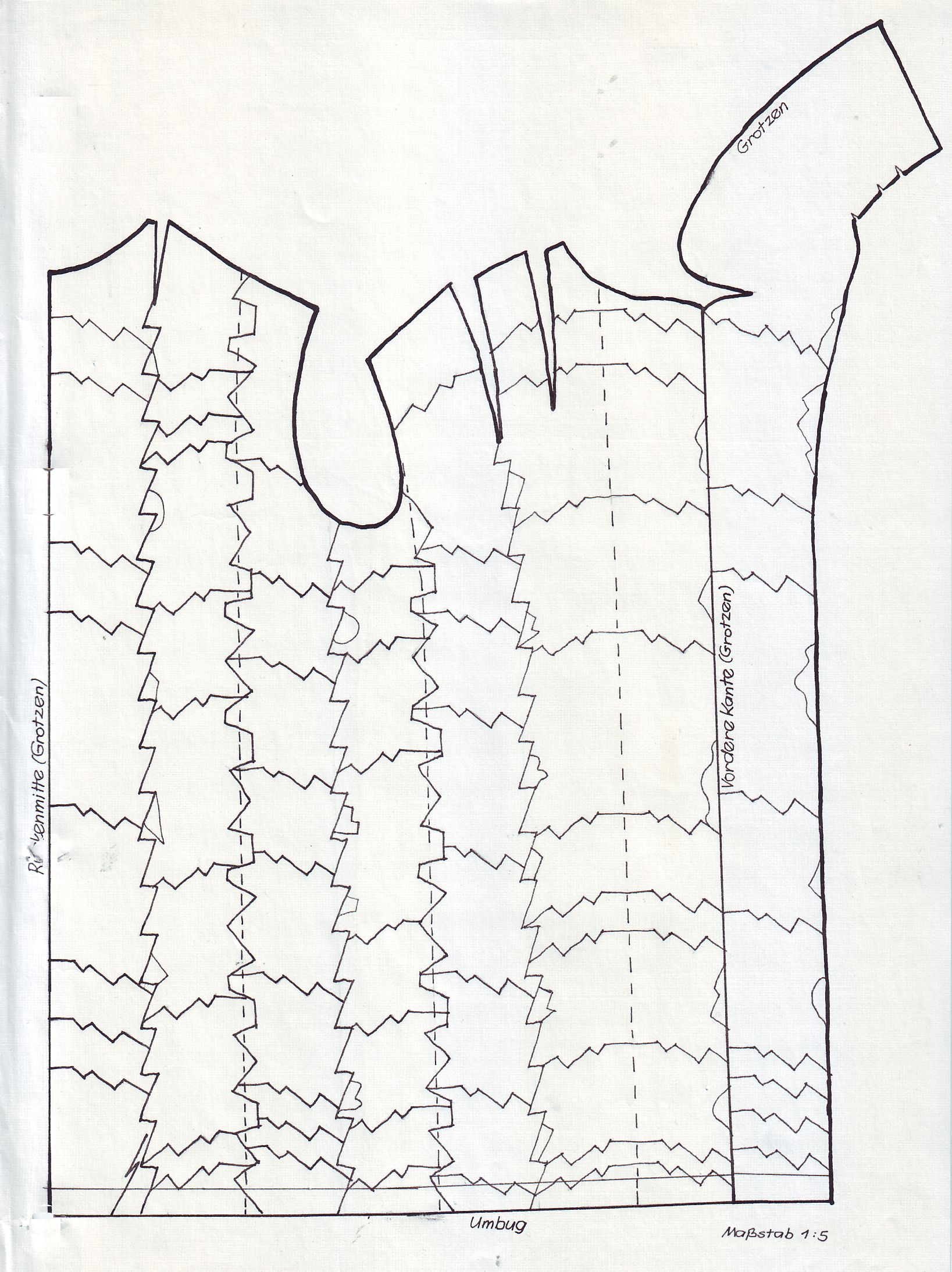
Grotzen an Seite versetztes Karakul bei einem Mantel, äußerer Vorderteilstreifen und Rückenmitte nicht versetzt
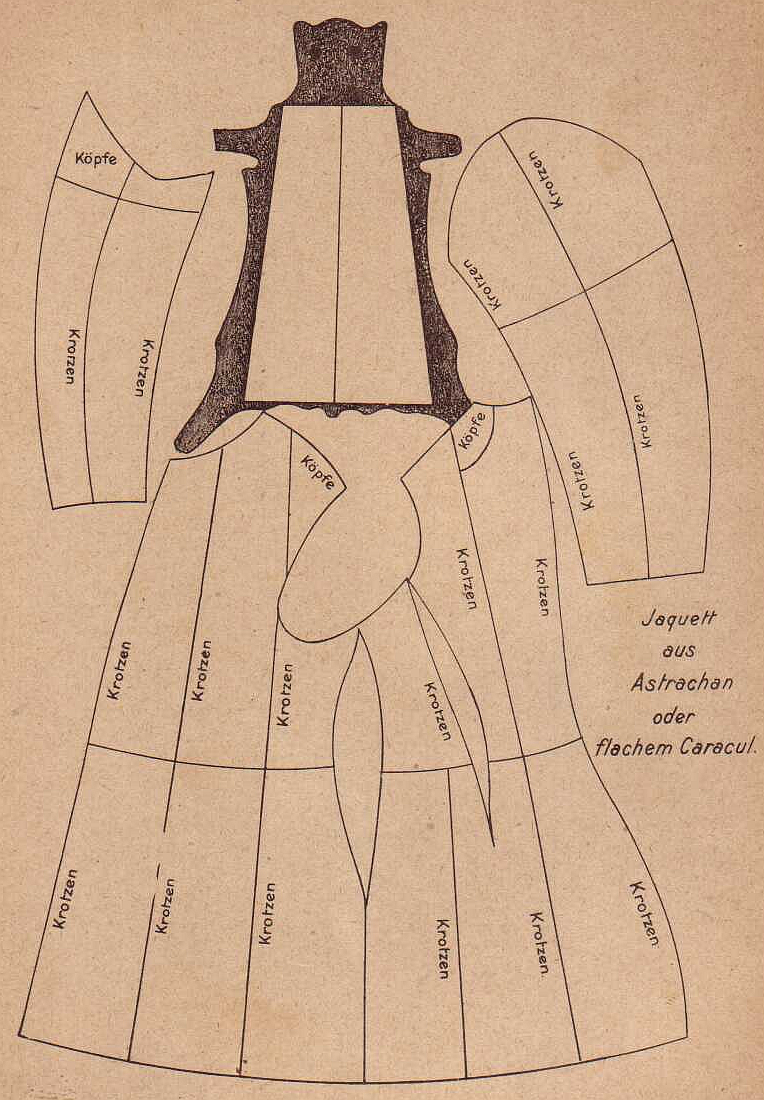
Grotzen an Seite mit geraden Nähten bei einer Karakuljjacke (1895)
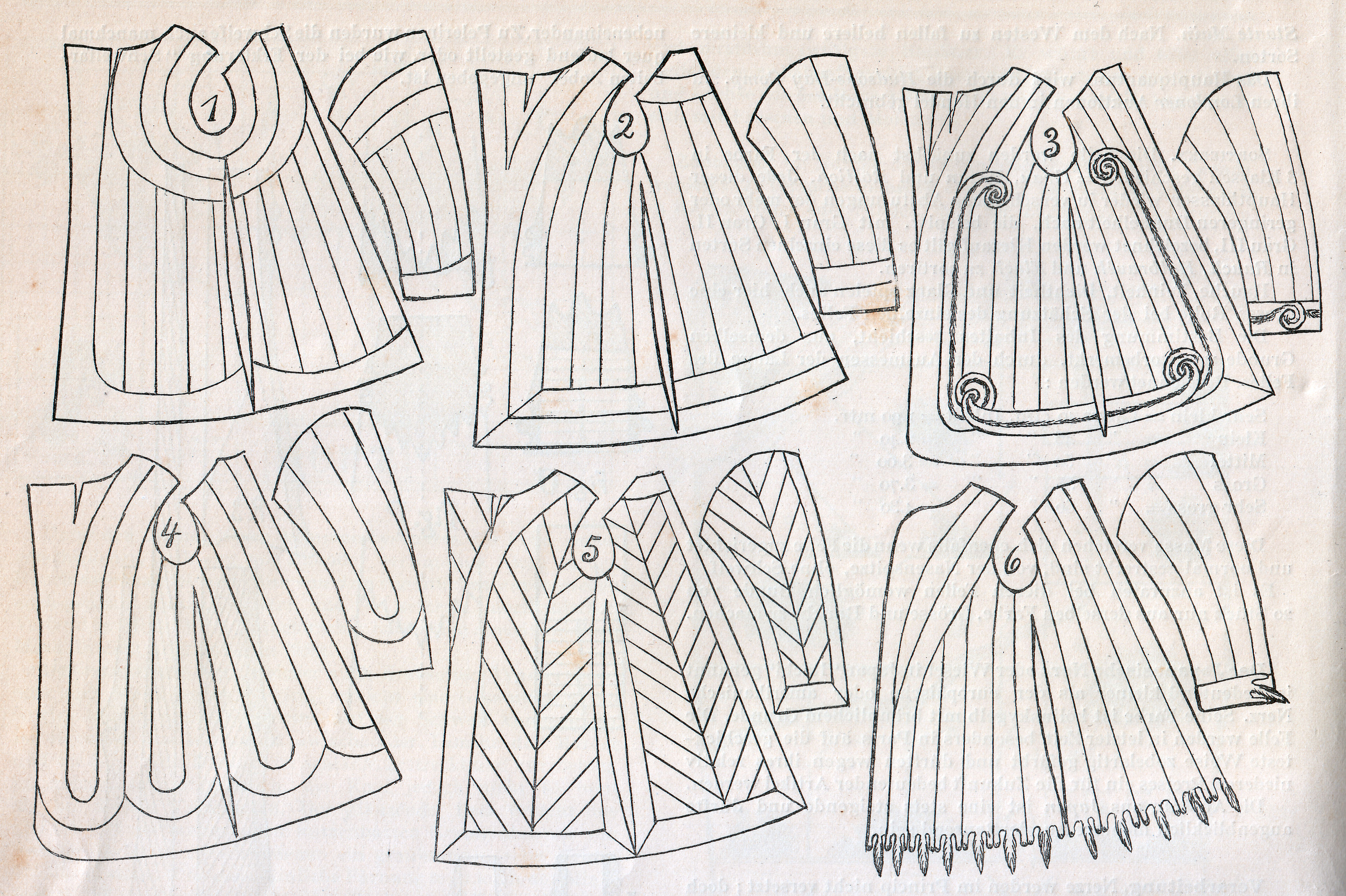
„Das Arbeiten von großen Pelzteilen“ (1910)

## In-sich-Versetzen

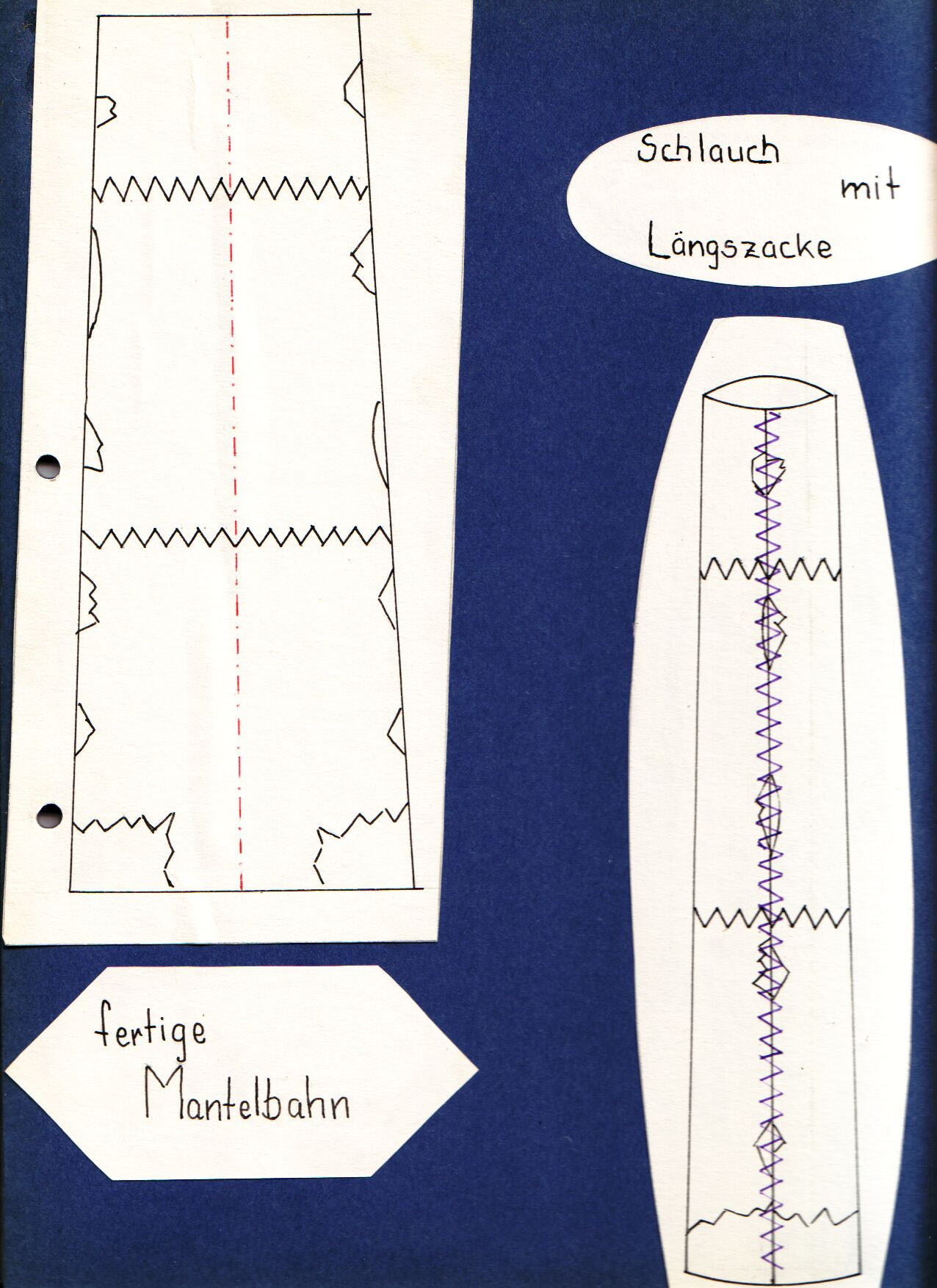
Die „aufgesetzt“ gearbeitete Fellbahn wurde zu einem „Schlauch“ genäht. – In der Fellmitte aufgeschnitten wäre sie in-sich-versetzt (Skizze).

Beim In-sich-Versetzen wird das Fell ebenfalls längs in der Fellmitte, dem Grotzen geteilt und in den eigenen Seiten, der Wamme, wieder zusammengenäht. Damit unterscheidet es sich wesentlich vom Spiegelgleich-Versetzen, obwohl es die gleiche Aufgabe hat, womöglich in Farbe, Zeichnung, Haarlänge und Rauche abweichende Felle möglichst einwandfrei zusammenzufügen. Das In-sich-Versetzen kann, wie auch das Spiegelgleich-Versetzen, im ganzen Pelzteil oder nur teilweise erfolgen. Da eine Kombination beider Techniken nicht sein kann – das in-sich versetzte Teil verbleibt immer auf einer Seite – ist es jeweils abzuwägen, wie das bessere Ergebnis erzielt werden kann.
Bei einigen Fellarten können die Unterschiede in der Zeichnung und den Haarlängen innerhalb eines Sortiments so groß sein, dass sie sich mit einem Spiegelgleich-Versetzen nicht überbrücken lassen. Dies gilt besonders für  Biberfelle, Wildnerzfelle, Bisamfelle und Waschbärfelle, sowie für die nicht mehr verarbeiteten Ozelotfelle und Cyperkatzenfelle, bei denen die Seiten häufig nicht zueinander passen. Hierbei werden die Fell ebenfalls im Grotzen gespalten, aber in den eigenen Seiten wieder zusammengenäht. Die Verbindung zum nächsten Fell erfolgt im Grotzen, wo häufig eine bessere Anpassung möglich ist.

## Querversetzen
Durch das Querversetzen werden unterschiedliche Fellgrößen zwischen zwei oder mehr Fellen ausgeglichen und in der Größe den Schnittmustervorgaben angepasst. Die Felle können damit auf eine gleiche Größe gebracht werden, oder aber, wie bei einer halbrunden Stola, dem unterschiedlichen Flächeninhalt der im Schnittmuster eingezeichneten Fellbahnen angeglichen werden.
Die Felle werden zuvor, durch Strecken oder Spannen, auf eine gleiche Breite gebracht. Die Teilungsschnitte liegen dabei quer zur Fellmitte, dem Grotzen. Wird das Fell anschließend ausgelassen, geschieht das Querversetzen mit einer geraden Naht, ansonsten in der Form einer, auf der Haarseite dem Auge weniger auffälligen zackenförmigen Naht.